# Seimas
Litauens parlament (lit: Lietuvos Respublikos Seimas) är landets lagstiftande församling som är beläget i huvudstaden Vilnius. Parlamentet är ett enkammarparlament med 141 mandat. Seimas utgör den lagstiftande grenen i republiken Litauen som stiftar lagar och ändringar av konstitutionen, antar budgeten, bekräftar premiärministern och regeringen och kontrollerar deras verksamhet.
Dess 141 ledamöter väljs för en fyraårsperiod, med 71 valda i individuella valkretsar och 70 valda i en rikstäckande omröstning baserad på proportionell representation på öppen lista. Ett parti måste få minst 5 % och ett flerpartiförbund minst 7 % av de nationella rösterna för att kvalificera sig till de proportionella platserna. 
Det parlamentariska arbetet leds av en talman och biträds av sju vice talmän.
Efter valet 2020 är Fosterlandsförbundet det största partiet i Seimas och bildar en styrande koalition med Liberala rörelsen och Frihetspartiet.
Vid Seimas finns ett monument över litauernas kamp för självständighet. Monumentet hedrar de som fallit offer i frihetskampen bland dessa de 14 personer som dog vid TV-tornet i Vilnius 1991.
Glorija Grevcova lämnade partiet Stabilitātei och den parlamentariska gruppen i mars 2023 med endast tio parlamentsledamöter kvar i gruppen. Eftersom det finns ett samarbete mellan Latvija pirmajā vietā (LPV) och Stabilitātei. Oļegs Burovs avslutade sitt medlemskap i LPV och den parlamentariska gruppen den 19 juni 2023. Han började därefter arbeta med De gröna och böndernas förbund och har därmed stött regeringslägret sedan regeringsskiftet den 15 september 2023 (se Siliņas ministär). I samband med detta regeringsskifte avslutade Igors Rajevs sitt samarbete med partialliansen Enhet (AS) och har sedan dess även suttit i parlamentet som grupplös. På grund av oenighet drev Jaunā Vienotība-fraktionen ut Andrejs Ceļapīters ur sina led i november 2023. I januari 2024 fick inte längre Viktorija Pleškāne (Stabilitātei) och Aleksandrs Kiršteins Nationella alliansen stanna kvar i sina respektive fraktioner. På grund av oenighet gentemot fraktionen Jaunā Vienotība uteslöts Andrejs Ceļapīters i november 2023 från sin plats. I januari 2024 uteslöts Viktorija Pleškāne (Stabilitātei) och Aleksandrs Kiršteins (Nacionālā apvienība) från sina fraktioner. Efter att förfarandet mot Gloria Grevcova för att ha lämnat falsk information till valkommissionen avslutades i februari 2024, uteslöts hon från parlamentet. Hennes efterträdare Amils Saļimovs accepterades av Stabilitātei-fraktionen, på vars vallista Grevcova och han hade stått. Den har nu tio parlamentsledamöter igen.
Den 19 juni 2024 uteslöts Edgars Zelderis från den progressiva fraktionen. Därmed har koalitionen bara parlamentarisk majoritet tack vare stöd från Olegs Burovs och Igors Rajevs. I februari 2025 tillkännagavs att Didzis Šmits lämnade AS parlamentariska grupp, även om han förblev medlem av det lettiska gröna partiet och fortsatte att arbeta med dem.